# العكدة (حبيش)

تعديل مصدري - تعديل

العكدة محلة تابعة لقرية المنزل، التابعة لعزلة العارضة بمديرية حبيش إحدى مديريات محافظة إب في الجمهورية اليمنية، بلغ تعداد سكانها 27 حسب تعداد اليمن لعام 2004.